# Спадковість (оповідання)
«Спадковість» (англ. Heredity) — науково-фантастичне оповідання американського письменника Айзека Азімова, вперше опубліковане у серпні 1940 року журналом Astonishing Stories. Увійшло до збірки «Ранній Азімов» (1972).

## Сюжет
Двоє близнюків, Аллен і Джордж Картери, були розділені після народження для програми дослідження близнюків «Природа проти виховання». Аллен виріс на високоосвіченою людиною на високотехнологічній Землі, в той час як Джордж зростав у прикордонній колонії на Ганімеді. На їхній двадцять п'ятий день народження, їх знайомлять і доручають управління сімейним бізнесом — плантаціями на Марсі. Там з ними відбувається багато пригод, в яких вони повинні допомагати один одному. Після початкового почуття неприязні, оскільки Аллен повністю покладається на техніку і знання, а Джордж на людей та надійні примітивні засоби, між ними виникає дружба.